# L'Italia del Popolo (1945)
L'Italia del Popolo è stato un quotidiano italiano, nato a fine marzo 1945 sul territorio della Repubblica Sociale Italiana, come organo del Raggruppamento Nazionale Repubblicano Socialista (fondato nel febbraio dello stesso anno).
Direttore del quotidiano fu lo stesso fondatore del Raggruppamento, il filosofo Edmondo Cione. Dopo aver acconsentito alla nascita del nuovo soggetto politico, cui concesse una relativa autonomia, Benito Mussolini autorizzò anche la pubblicazione di una testata giornalistica ufficiale. Intimamente però il Duce non riponeva alcuna fiducia né verso il neodirettore, né verso la testata, tanto che durante una conversazione con l'ambasciatore Rudolf Rahn - preoccupato per una possibile apertura "a sinistra" del capo del fascismo - ebbe a dichiarare:
()
Il nome “Italia del Popolo” riecheggiava, come a volerlo sostituire con una rinnovata prospettiva, Il Popolo d'Italia, che emblematicamente aveva cessato le pubblicazioni il 26 luglio 1943. Presidente della società editrice fu Guido Vigorelli, amministratore unico del movimento. Al giornale collaborò Carlo Silvestri.
Il primo numero uscì il 28 marzo del 1945 con una foliazione di due pagine e una tiratura di oltre 50 000 copie. Le vendite furono subito buone; tuttavia il ruolo di contraltare del Popolo d'Italia non fu gradito dai fascisti intransigenti di Milano, che lo attaccarono duramente. Il giornale ebbe vita breve: fu sospeso per decisione dei tedeschi dopo appena 12 numeri il 10 aprile 1945. Ritornò in edicola nella sola giornata del 25 aprile, per poi cessare definitivamente le pubblicazioni.

## Fonte
- Giornali 1939-1949. Dal fascismo alla repubblica, Contemporanea, Milano, 1996.